# Буркард I фон Вьолтингероде
Буркард I фон Вьолтингероде-Волденберг (на немски: Burchard I Graf von Wöltingerode-Woldenberg; * пр. 1142; † сл. 28 май 1189) е граф на Вьолтингероде-Волденберг, бургграф на замък Харцбург, фогт на „Св. Симон и Юдас“ в Гослар, фогт на Гандерсхайм.

## Произход
Той е син на граф Лудолф I фон Вьолтингероде († 1153), фогт на „Св. Симон и Юдас“ в Гослар, фогт на „Георгенберг“, и съпругата му Мехтилд († 1174). Брат е на граф Лудолф II фон Волденберг-Вьолтингероде († 1190), Людигер фон Вьолтингероде († 1152 в битка при Харцбург), Конрад фон Вьолтингероде († сл. 1179), Хойер I фон Вьолтингероде, бургграф на Харцбург († 1188) и Мехтилд фон Вьолтингероде († сл. 1174), омъжена пр. 18 октомври 1147 г. за граф Дитрих I фон Вердер на Нете († 1174). Чичо е на Буркард I фон Волденберг († 1235, Константинопол), архиепископ на Магдебург (1232 – 1235), син на брат му Лудолф II фон Вьолтингероде-Волденберг.

## Фамилия
Буркард I фон Вьолтингероде-Волденберг се жени за фон Асел. Те имат децата:
- Херман I фон Волденберг-Харцбург († 1243/1244), граф на Волденберг-Вьолтингероде-Харцбург, женен ок. 1227 г. за София фон Еверщайн († сл. 1272)
- Хайнрих I фон Волденберг († 26 ноември 1251), граф на Волденберг-Харцбург-Вердер де Инсула, преименува се на фон Хаген, женен за София фон Хаген (* пр. 1238; † 1261)
- Лудолф фон Волденберг († 1218), домхер (1182 – 1191) и хор-епископ (1206 – 1211) в Хилдесхайм
- Мехтилд († 1223), абатиса на Гандерсхайм (1196).